# Barbara Campanini

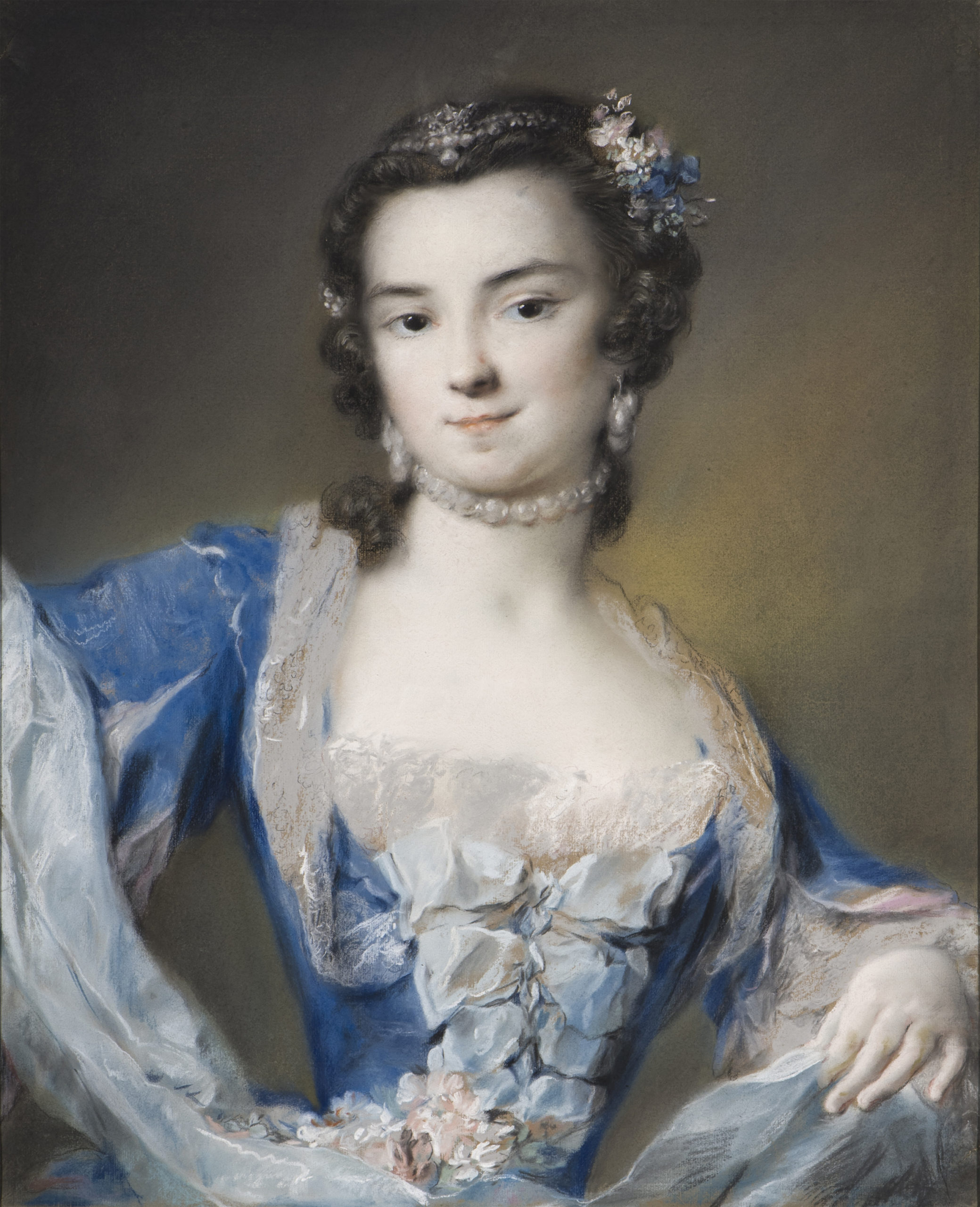
Die Barberina, Porträt von Rosalba Carriera

Barbara Campanini, genannt Barberina oder Barbarina, Tänzerin, Freifrau, Gräfin und Äbtissin, (* 27. September 1719 in Parma; † 7. Juni 1799 in Barschau bei Raudten im Kreis Lüben) war eine der bedeutendsten klassischen Ballett-Tänzerinnen des 18. Jahrhunderts.

## Leben

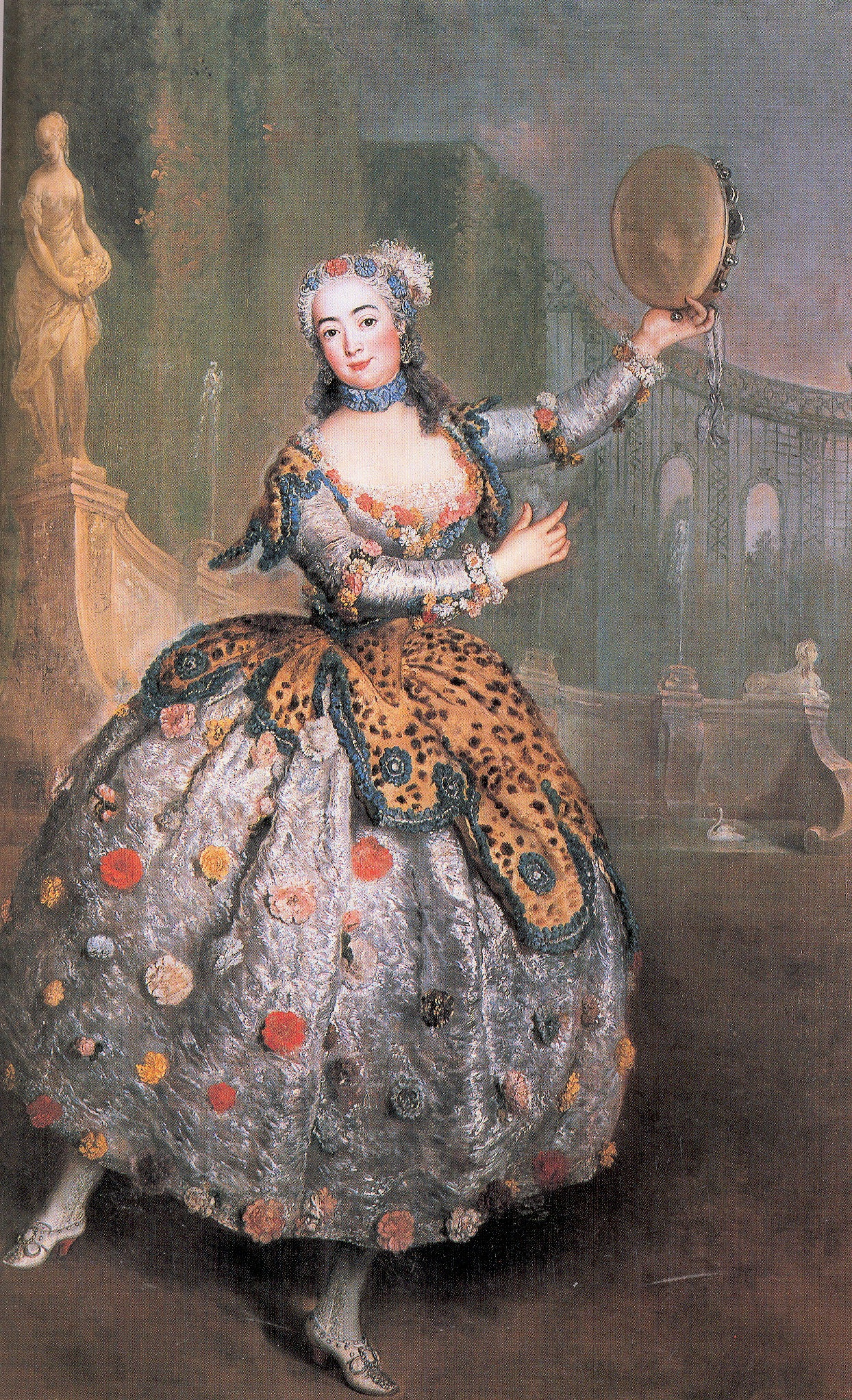
Die Barberina, Gemälde von Antoine Pesne

Ihre Ausbildung erhielt sie bei Rinaldi Fossano, mit dem sie 1739 ihr Debüt an der Pariser Oper gab. Als sie die berühmte Ballettschule schließlich verließ, konnte sie ihre als zierlich überlieferten Füße bei einem Luftsprung achtmal aneinanderschlagen. Das hatte selbst die bekannte Balletttänzerin Marie Camargo nur viermal gekonnt. Ihr Weg führte sie über London und Venedig 1743 wiederum nach Paris. Der junge Preußenkönig Friedrich II. hörte von ihr und wollte sie sogleich in Berlin engagieren. Es wurde ein Vertrag für die nächste Saison an der Berliner Oper vereinbart. Auf Grund einer Liebschaft mit dem britischen Politiker James Stuart Mackenzie trat sie jedoch ihr Engagement in Berlin nicht an, sondern reiste mit ihrem Geliebten nach Venedig. Der König reagierte höchst verärgert. Als sein Auslieferungsersuchen an die Republik Venedig abschlägig beschieden wurde, ließ er kurzerhand den venezianischen Gesandten für London, der auf einer Reise preußisches Staatsgebiet durchquerte, festsetzen, worauf die Tänzerin unter militärischer Bewachung nach Berlin überstellt wurde. Mackenzie reiste seiner Geliebten nach Berlin nach, doch er war ihr schon lästig, und sie forderte den König auf, ihren Bräutigam des Landes zu verweisen. Friedrich lehnte dies ab. Der Bräutigam harrte noch weitere zwei Jahre vergeblich aus. Die Barberina hatte nun andere Interessen und feierte am 8. Mai 1744 ihr Debüt an der Königlichen Hofoper. Der König zählte zu ihren Verehrern und suchte sie mehrfach im Séparée der Oper auf. Er zahlte ihr die für damalige Zeiten sehr hohe Summe von 7000 Reichsthalern Gage im Jahr nebst vielen Extravergütungen. Dies könnte auf ein gemutmaßtes Verhältnis mit dem König selbst zurückzuführen sein, das der Tänzerin neben zahlreichen anderen Liebschaften nachgesagt wurde.
Die Karriere der Barberina in Berlin endete schließlich 1749 abrupt, als sie einen Heiratsantrag auf offener Bühne annahm, den ihr Carl Ludwig von Cocceji, der Sohn des preußischen Großkanzlers Samuel von Cocceji, machte. Ihr Vertrag wurde gekündigt; ihr Verlobter 18 Monate ins Gefängnis gesteckt. Sie heiratete heimlich ihren Verlobten am 2. November 1749 in Berlin, ging nochmals nach London, kehrte aber wieder nach Berlin zurück. Der König schickte schließlich ihren Ehemann als Regierungspräsidenten ins schlesische Glogau. Dort erwarb die Barberina drei Güter, die sie selbst verwaltete. Bereits im Jahr 1759 trennte sie sich von ihrem Mann, die Ehe scheiterte und wurde 1788 geschieden. 1789 wurde Campanini zur Gräfin Campanini erhoben. Nicht lange danach errichtete die nunmehrige Gräfin ein Stift zum Unterhalt 18 adeliger lediger Damen und einer Subpriorin. Diese mussten aus dem schlesischen Adel stammen; zudem musste eine Hälfte der evangelischen, die andere Hälfte der katholischen Religion angehören. Barberina, die inzwischen 68 Jahre alt geworden war, hielt ein Jahrzehnt strengste Ordnung unter ihren Stiftsdamen, bis sie 1799 urplötzlich auf ihrem Gut in Barschau an einem Herzschlag verstarb. Die von ihr gegründete Stiftung für arme adelige Fräulein bestand noch mehr als 100 Jahre bis zum Ersten Weltkrieg. Bis zum Schluss trugen alle Stiftsdamen das von der ersten Äbtissin, der ehemaligen Tänzerin Barberina, gestiftete Kreuz.

## Rezeption
Adolf Paul schrieb 1915 über sie seinen Roman Die Tänzerin Barberina. Roman aus der Zeit Friedrichs des Großen, der 1920 von Carl Boese als Die Tänzerin Barberina verfilmt wurde.